# Taiwanische Badmintonmeisterschaft 1962
Die Taiwanische Badmintonmeisterschaft der Saison 1961/1962 fand vom 3. bis zum 5. November 1961 Taipeh statt. Es war die siebente Auflage der nationalen Titelkämpfe von Taiwan im Badminton.

## Titelträger
| Disziplin    | Sieger                     |
| ------------ | -------------------------- |
| Herreneinzel | Ho Wan Ming                |
| Dameneinzel  | Chai Chuen Chi             |
| Herrendoppel | Lo Man Fei Wong Jun Luen   |
| Damendoppel  | Li Ling Fun Chai Chuen Chi |
| Mixed        | Lo Man Fei Li Ling Fun     |